# Il maggiore Brady
Il maggiore Brady (War Arrow) è un film del 1953 diretto da George Sherman.